# Lufttransport Staffel 8

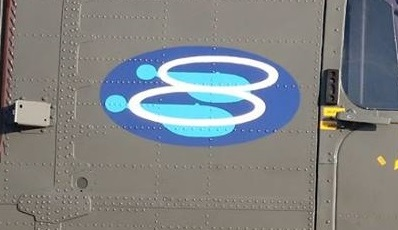
Staffelemblem der Lufttransport Staffel 8

Die Lufttransport Staffel 8 (LT St 8) gehört zur Schweizer Luftwaffe. Die Piloten gehören teilweise zum Berufsfliegerkorps. Ein Drittel der Piloten sind Milizpiloten, die bei zivilen Arbeitgebern angestellt sind. Die LT8 untersteht zusammen mit der LT Staffel 6 dem Lufttransport Geschwader 2, das seinerseits zum Flugplatzkommando 2 beim Militärflugplatz Alpnach gehört. Die Heimatbasis der LT 8 ist der Militärflugplatz Alpnach. Die Lufttransportstaffel 8 trägt als Wappen zwei hellblaue Symbole in Helikopterform, die stark an die Seitenansicht der Alouette III erinnern und versetzt fliegen, dass die zwei weissen Rotorkreise eine schräge 8 bilden. Dies vor einem ovalen dunkelblauem Hintergrund. Die Tarnausführung des Wappens zeigt dasselbe Bild, jedoch in dunkelgrünen / hellbraunen Farbtönen.

## Geschichte
Anfang der 1960er Jahre befasste man sich mit dem Ausbau der Helikopterflotte. Dies führte dazu, dass die Lufttransport Staffel 8 und die Lufttransportstaffel 6 gegründet wurden. Die Leichtfliegerstaffel 8 setzte seit ihrer Entstehung 1974 15 Alouette III ein. Die Alouette III war weiter bis 2010 bei der Lufttransportstaffel 8 in Gebrauch. 1974 erfolgte auch die Trennung von Boden und Luft gemäss den heute bestehenden Staffeln und den Kompanien der Bodenorganisation. 1989 erhielt die Staffel die AS332M1 Super Puma1998 die  AS532UL Cougar. Seit 2010 setzt die Staffel Eurocopter EC635 ein. 
Aufgabe der Lufttransportstaffel 8 sind Helikoptertransporte in der ganzen Schweiz.

## Luftfahrzeuge
- Alouette III
- AS332M1 Super Puma
- AS532UL Cougar
- Eurocopter EC635